# Liriomyza persica
Liriomyza persica är en tvåvingeart som beskrevs av Griffiths 1963. Liriomyza persica ingår i släktet Liriomyza och familjen minerarflugor.
Artens utbredningsområde är Iran. Inga underarter finns listade i Catalogue of Life.